# Liste von Terroranschlägen im Jahr 1994
Die Liste von Terroranschlägen im Jahr 1994 enthält eine unvollständige Auswahl von Terroranschlägen, die im Jahr 1994 passierten. Attentate werden gesondert in der Liste bekannter Attentate behandelt. Die Liste von Sprengstoffanschlägen listet auch nichtterroristische Anschläge. Die Liste von Flugzeugentführungen enthält eine Liste mit meist terroristischem Hintergrund. Im Artikel Rechtsterrorismus werden weitere terroristische Anschläge aufgezählt.

## Erläuterung
In der Spalte Politische Ausrichtung ist die politische bzw. weltanschauliche Einordnung der Täter angegeben: faschistisch, rassistisch, nationalistisch, nationalsozialistisch, sozialistisch, kommunistisch, antiimperialistisch, islamistisch (schiitisch, sunnitisch, deobandisch, salafistisch, wahhabitisch), hinduistisch. Bei vorrangig auf staatliche Unabhängigkeit oder Autonomie zielender Ausrichtung ist autonomistisch vorangestellt, gefolgt von der Region oder der Volksgruppe und ggf. weiteren Merkmalen der Täter: armenisch, irisch (katholisch), kurdisch, tirolisch, tschetschenisch, dagestanisch, punjabisch (sikhistisch), palästinensisch.
Die Opferzahlen der Anschläge werden farbig dargestellt:

Die Zahl bei den Anschlägen getöteter/verletzter Täter ist in Klammern ( ) gesetzt.

## Januar
| Datum/Beginn    | Betroffenes Land | Anschlag                 | Täter    | Politische Ausrichtung | Mittel                                  | Ziel                  | Tote | Verletzte | Hintergrund              |
| --------------- | ---------------- | ------------------------ | -------- | --- | --------------------------------------- | --------------------- | ---- | --------- | ------------------------ |
| 01. Januar 1994 | Deutschland      | Anschlag in Bremen       | Neonazis | neonazistisch | Steine                                  | Polizeieinheit        | 0    | 22        |                          |
| 01. Januar 1994 | Mexiko           | Anschlag in Chiapas      | EZLN     | autonomistisch, antiimperialistisch, antikapitalistisch, altermondialistisch, libertär-sozialistisch, radikal-demokratisch | Automatische Schusswaffe(n)             | Dorf                  | 57   | 0         |                          |
| 01. Januar 1994 | Deutschland      | Anschlag in Moisburg     | Neonazis | neonazistisch |                                         | Türkische Einwanderer | 0    | 7         |                          |
| 10. Januar 1994 | Deutschland      | Anschlag in Berlin       | Neonazis | neonazistisch | Messer                                  | Behinderte Zivilistin | 0    | 1         |                          |
| 19. Januar 1994 | Sri Lanka        | Anschlag in Anuradhapura | LTTE     | autonomistisch, tamilisch-sozialistisch                                                                                    | Sprengstoff                             | Bus                   | 15   | 40        | Bürgerkrieg in Sri Lanka |
| 21. Januar 1994 | Pakistan         | Anschlag in Multan       |          | | Automatische Schusswaffe(n), Granate(n) | Moschee               | 7    | 20        |                          |
| 31. Januar 1994 | Somalia          | Anschlag in Mogadischu   |          | | Automatische Schusswaffe(n)             | US-Militärkonvoi      | 8    | 24        | Somalischer Bürgerkrieg  |
| 31. Januar 1994 | Burundi          | Anschlag in Bujumbura    |          | | Granate(n)                              | Zivilisten            | 10   | 20        | Völkermorde in Burundi   |
| 31. Januar 1994 | Burundi          | Anschlag in Bujumbura    |          | |                                         |                       | 20   | 0         | Völkermorde in Burundi   |

## Februar
| Datum/Beginn     | Betroffenes Land        | Anschlag             | Täter                                    | Politische Ausrichtung                                                        | Mittel                    | Ziel                                | Tote    | Verletzte | Hintergrund                                       |
| ---------------- | ----------------------- | -------------------- | ---------------------------------------- | ----------------------------------------------------------------------------- | ------------------------- | ----------------------------------- | ------- | --------- | ------------------------------------------------- |
| 04. Februar 1994 | Sudan                   | Anschlag in Omdurman |                                          |                                                                               | Automatische Schusswaffen | Moschee                             | 16      | 20        |                                                   |
| 05. Februar 1994 | Bosnien und Herzegowina | Markale-Massaker     | Vojska Republike Srpske                  | serbisch-nationalistisch                                                      | Granatwerfer              | Markt                               | 68      | 144       | Belagerung von Sarajevo, Bosnienkrieg             |
| 06. Februar 1994 | Angola                  | Anschlag in Kuito    | UNITA                                    | konservativ, angolanisch-nationalistisch, christlich-demokratisch, maoistisch | Mörser                    | Stadt                               | 48      | 62        | Bürgerkrieg in Angola                             |
| 12. Februar 1994 | Türkei                  | Anschlag in Istanbul | PKK                                      | autonomistisch, kurdisch-sozialistisch                                        | Sprengstoff               | Militärkadette                      | 5       | 26        | Konflikt zwischen der Republik Türkei und der PKK |
| 18. Februar 1994 | Philippinen             | Anschlag in Isulan   | vermutlich Abu Sajaf                     | islamistisch, islamisch-fundamentalistisch                                    | Granate                   | Veranstaltung                       | 11      | 24        | Moro-Konflikt                                     |
| 18. Februar 1994 | Türkei                  | Anschlag in Ankara   |                                          |                                                                               | Sprengstoff               | Parteihauptquartier                 | 1       | 20        |                                                   |
| 20. Februar 1994 | Deutschland             | Anschlag in Ulm      | Linksextremisten                         | linksextremistisch                                                            | Steine                    | Kundgebung                          | 0       | 13        |                                                   |
| 23. Februar 1994 | Indien                  | Anschlag in Jammu    | Khalistan Zindabad Force                 | autonomistisch-sikhistisch                                                    | Motorradbombe             |                                     | 3       | 35        |                                                   |
| 25. Februar 1994 | Israel                  | Anschlag in Hebron   | Baruch Goldstein (Jewish Defense League) | rechtsextremistisch                                                           | Sturmgewehr               | Machpela, Muslimische Palästinenser | 29 (+1) | 125       | Israelisch-Palästinensischer Konflikt             |

## März
| Datum/Beginn  | Betroffenes Land                  | Anschlag                 | Täter                        | Politische Ausrichtung                                               | Mittel                                  | Ziel                             | Tote    | Verletzte | Hintergrund                           |
| ------------- | --------------------------------- | ------------------------ | ---------------------------- | -------------------------------------------------------------------- | --------------------------------------- | -------------------------------- | ------- | --------- | ------------------------------------- |
| 01. März 1994 | Deutschland                       | Anschlag in Halle        | Neonazis                     | neonazistisch                                                        | Körperliche Gewalt                      | Ghanaischer Flüchtling           | 0       | 1         |                                       |
| 02. März 1994 | Palästinensische Autonomiegebiete | Anschlag in Jericho      | Palästinensische Extremisten |                                                                      |                                         | Militäreinheit                   | 1       | 20        | Israelisch-Palästinensischer Konflikt |
| 02. März 1994 | Australien                        | Anschlag in Adelaide     |                              |                                                                      | Paketbombe                              | Nationale Kriminalbehörde        | 1       | 5         |                                       |
| 06. März 1994 | Burundi                           | Anschlag in Bujumbura    |                              |                                                                      | Automatische Schusswaffe(n), Messer     | Hutus                            | 40      |           | Völkermorde in Burundi                |
| 15. März 1994 | Palästinensische Autonomiegebiete | Anschlag nahe Gaza       | Palästinensische Extremisten |                                                                      |                                         | Militäreinheit                   |         | 30        | Israelisch-Palästinensischer Konflikt |
| 19. März 1994 | Aserbaidschan                     | Anschlag in Baku         | Lesgische Separatisten       | autonomistisch-lesgisch                                              | Selbstmordattentäter                    | U-Bahnhof                        | 13 (+1) | 49        |                                       |
| 23. März 1994 | Papua-Neuguinea                   | Anschlag in Bougainville | BRA                          | autonomistisch                                                       | Automatische Schusswaffe(n)             | 2 Lastwagen der Flüchtlingshilfe | 17      | 26        |                                       |
| 27. März 1994 | Georgien                          | Anschlag in Abchasien    |                              |                                                                      | Automatische Schusswaffe(n)             | Dorfbewohner                     | 10      | 22        |                                       |
| 27. März 1994 | Südafrika                         | Anschlag in Natal        | Inkatha Freedom Party        | föderalistisch, konservativ, zulu-nationalistisch, antikommunistisch | Pistole(n)                              | ANC-Unterstützer                 | 26      | 0         |                                       |
| 28. März 1994 | Südafrika                         | Anschlag in Johannesburg | African National Congress    | nationalistisch, sozialdemokratisch                                  | Pistole(n), Automatische Schusswaffe(n) | Inkatha-Freedom-Party-Mitglieder | 53      | 173       |                                       |

## April
| Datum/Beginn   | Betroffenes Land | Anschlag                      | Täter                                  | Politische Ausrichtung                                                                   | Mittel                                | Ziel                         | Tote   | Verletzte | Hintergrund                                       |
| -------------- | ---------------- | ----------------------------- | -------------------------------------- | ---------------------------------------------------------------------------------------- | ------------------------------------- | ---------------------------- | ------ | --------- | ------------------------------------------------- |
| 05. April 1994 | Türkei           | Anschlag in Ağrı              | PKK                                    | autonomistisch, kurdisch-sozialistisch                                                   | Automatische Schusswaffe(n)           | Militäreinheit               | 59     | 0         | Konflikt zwischen der Republik Türkei und der PKK |
| 06. April 1994 | Israel           | Anschlag in Afula             | Hamas                                  | palästinensisch-nationalistisch, sunnitisch-islamistisch, antizionistisch, antisemitisch | Selbstmordattentäter mit Autobombe    | Israelische Studenten in Bus | 8 (+1) | 55        | Israelisch-Palästinensischer Konflikt             |
| 07. April 1994 | Deutschland      | Anschlag in Stuttgart         | PKK                                    | autonomistisch, kurdisch-sozialistisch                                                   | Messer                                | Polizeieinheit               | 0      | 3         | Konflikt zwischen der Republik Türkei und der PKK |
| 09. April 1994 | Liberia          | Anschlag in Buchanan          |                                        |                                                                                          | Macheten                              | Zivilisten                   | 62     | 0         | Liberianischer Bürgerkrieg                        |
| 13. April 1994 | Israel           | Anschlag in Chadera           | Hamas                                  | palästinensisch-nationalistisch, sunnitisch-islamistisch, antizionistisch, antisemitisch | Selbstmordattentäter                  | Bus                          | 5 (+1) | 30        | Israelisch-Palästinensischer Konflikt             |
| 13. April 1994 | Ruanda           | Anschlag in Kigali            | Interahamwe                            | rechtsextremistisch                                                                      | Automatische Schusswaffe(n), Macheten | Kirche, Tutsi-Flüchtlinge    | 4000+  |           | Völkermord in Ruanda                              |
| 14. April 1994 | Angola           | Anschlag in Bié               | MPLA                                   | sozialdemokratisch                                                                       | Automatische Schusswaffen             | Dorf                         | 25     | 0         | Bürgerkrieg in Angola                             |
| 15. April 1994 | Indien           | Anschlag in Manipur           | National Socialist Council of Nagaland | autonomistisch, naga-nationalistisch, evangelisch-christlich                             | Automatische Schusswaffe(n)           | Polizeiposten                | 3      | 3         | Nagaland-Konflikt                                 |
| 18. April 1994 | Deutschland      | Anschlag in Göttingen         | Neonazis                               | neonazistisch                                                                            | Axt                                   | Israelischer Staatsbürger    | 0      | 1         |                                                   |
| 20. April 1994 | Somalia          | Anschlag in Mogadischu        | Habr Gedir Clan                        |                                                                                          | Automatische Schusswaffe(n)           | Claneinheit                  | 0      | 43        | Somalischer Bürgerkrieg                           |
| 20. April 1994 | Türkei           | Anschlag in Ağrı              | PKK                                    | autonomistisch, kurdisch-sozialistisch                                                   | Automatische Schusswaffe(n)           | Militäreinheit               | 43     | 6         | Konflikt zwischen der Republik Türkei und der PKK |
| 21. April 1994 | Kambodscha       | Anschlag in Pursat            | Rote Khmer                             | kommunistisch, nationalistisch                                                           | Landminen                             | Zug                          | 5      | 25        |                                                   |
| 22. April 1994 | Pakistan         | Anschlag in Lahore            |                                        |                                                                                          | Granate(n)                            | Moschee                      | 0      | 22        |                                                   |
| 23. April 1994 | Deutschland      | Anschlag in Hoyerswerda       | Neonazis                               | neonazistisch                                                                            |                                       | Vietnamesischer Flüchtling   | 0      | 1         |                                                   |
| 24. April 1994 | Ruanda           | Anschlag in Butare            |                                        |                                                                                          | Automatische Schusswaffe(n)           | Krankenhaus                  | 170    | 0         | Völkermord in Ruanda                              |
| 24. April 1994 | Südafrika        | Anschlag in Johannesburg      | Weiße Extremisten                      |                                                                                          | Sprengstoff                           | Stadtzentrum                 | 7      | 92        |                                                   |
| 25. April 1994 | Südafrika        | Anschlag in Germiston         |                                        |                                                                                          | Sprengstoff                           | Taxistand                    | 10     | 41        |                                                   |
| 25. April 1994 | Südafrika        | Anschlag in Pretoria          | Weiße Extremisten                      |                                                                                          | Sprengstoff                           | Restaurant                   | 2      | 29        |                                                   |
| 30. April 1994 | Sierra Leone     | Anschlag in Southern Province | RUF                                    | nationalistisch                                                                          | Automatische Schusswaffe(n)           | Dorf                         | 35     | 0         | Bürgerkrieg in Sierra Leone                       |

## Mai
| Datum/Beginn | Betroffenes Land | Anschlag                  | Täter    | Politische Ausrichtung                                           | Mittel                                     | Ziel                      | Tote | Verletzte | Hintergrund                                       |
| ------------ | ---------------- | ------------------------- | -------- | ---------------------------------------------------------------- | ------------------------------------------ | ------------------------- | ---- | --------- | ------------------------------------------------- |
| 01. Mai 1994 | Philippinen      | Anschlag in Tacurong      |          |                                                                  | Sprengstoff                                | Markt                     | 9    | 23        |                                                   |
| 07. Mai 1994 | Kenia            | Anschlag in North-Eastern |          |                                                                  | Sprengstoff                                | Lastwagen mit Hilfsgütern | 35   | 0         |                                                   |
| 12. Mai 1994 | Deutschland      | Anschlag in Magdeburg     | Neonazis | neonazistisch                                                    | Steine, Knüppel                            | 5 Afrikaner               | 0    | 2         |                                                   |
| 12. Mai 1994 | Türkei           | Anschlag in Hakkâri       | PKK      | autonomistisch, kurdisch-sozialistisch                           | Automatische Schusswaffe(n)                | Militäreinheit            | 34   | 0         | Konflikt zwischen der Republik Türkei und der PKK |
| 12. Mai 1994 | Deutschland      | Anschlag in Magdeburg     | Neonazis | neonazistisch                                                    | Messer                                     | Türkische Touristen       | 0    | 6         |                                                   |
| 16. Mai 1994 | Niger            | Anschlag in Tchawa        | FPLS     |                                                                  | Automatische Schusswaffe(n)                | Militäreinheit            | 40   | 0         |                                                   |
| 17. Mai 1994 | Türkei           | Anschlag in Adıyaman      | PKK      | autonomistisch, kurdisch-sozialistisch                           | Automatische Schusswaffe(n)                | Militäreinheit            | 28   | 0         | Konflikt zwischen der Republik Türkei und der PKK |
| 19. Mai 1994 | Ruanda           | Anschlag in Kigali        | RPF      | nationalistisch                                                  | Mörser                                     | Krankenhaus               | 30   | 0         | Völkermord in Ruanda                              |
| 19. Mai 1994 | Deutschland      | Anschlag in Siegburg      | Neonazis | neonazistisch                                                    |                                            | Buspassagiere             | 0    | 2         |                                                   |
| 19. Mai 1994 | Afghanistan      | Anschlag in Kabul         |          |                                                                  | Rakete                                     | Kontrollpunkt             | 20   | 30        | Krieg in Afghanistan                              |
| 27. Mai 1994 | Indien           | Anschlag in Assam         | NDFB     | autonomistisch, bodo-nationalistisch, marxistisch, sozialistisch | Automatische Schusswaffe(n), Brandstiftung | Muslimische Dorfbewohner  | 22   | 0         | Assam-Konflikt                                    |

## Juni
| Datum/Beginn  | Betroffenes Land | Anschlag                      | Täter                           | Politische Ausrichtung                                                         | Mittel                                    | Ziel                 | Tote | Verletzte | Hintergrund                 |
| ------------- | ---------------- | ----------------------------- | ------------------------------- | ------------------------------------------------------------------------------ | ----------------------------------------- | -------------------- | ---- | --------- | --------------------------- |
| 05. Juni 1994 | Philippinen      | Anschlag in Zamboanga City    | Abu Sajaf                       | islamistisch, islamisch-fundamentalistisch                                     | Sprengstoff                               | Einkaufszentrum      | 3    | 33        | Moro-Konflikt               |
| 05. Juni 1994 | Indien           | Anschlag in Rajnandgaon       |                                 |                                                                                | Sprengstoff                               | Expresszug           | 2    | 25        |                             |
| 06. Juni 1994 | Singapur         | Anschlag in Singapur          |                                 |                                                                                |                                           | Japanische Touristen | 1    | 1         |                             |
| 09. Juni 1994 | Ruanda           | Anschlag in Kigali            |                                 |                                                                                | Automatische Schusswaffe(n)               | Kirche               | 70   | 0         | Völkermord in Ruanda        |
| 12. Juni 1994 | Mali             | Anschlag in Timbuktu          | Tuareg-Extremisten              |                                                                                | Automatische Schusswaffe(n)               | Militärkonvoi        | 22   | 0         |                             |
| 19. Juni 1994 | Simbabwe         | Anschlag in Ostmaschonaland   | Zimbabwe African National Union | afrikanisch-nationalistisch, links-nationalistisch, demokratisch-sozialistisch | Pfeil und Bogen                           | ZANU-PF-Mitglieder   | 0    | 25        |                             |
| 20. Juni 1994 | Iran             | Anschlag in Maschhad          |                                 |                                                                                | Sprengstoff                               | Imam-Reza-Schrein    | 70   | 100       |                             |
| 27. Juni 1994 | Japan            | Anschlag in Matsumoto         | Ōmu Shinrikyō                   | religiös                                                                       | Sarin, versprüht mit umgebautem Kühlwagen | Bürger, Richter      | 8    | 660       |                             |
| 29. Juni 1994 | Sierra Leone     | Anschlag in Southern Province | RUF                             | nationalistisch                                                                | Automatische Schusswaffe(n)               | Dorf                 | 60   | 0         | Bürgerkrieg in Sierra Leone |
| 29. Juni 1994 | Algerien         | Anschlag in Algier            | Muslimische Extremisten         |                                                                                | Sprengstoff                               | Demonstration        | 0    | 64        | Algerischer Bürgerkrieg     |

## Juli
| Datum/Beginn  | Betroffenes Land       | Anschlag                        | Täter                                        | Politische Ausrichtung                                                                       | Mittel                                  | Ziel                      | Tote    | Verletzte | Hintergrund                                       |
| ------------- | ---------------------- | ------------------------------- | -------------------------------------------- | -------------------------------------------------------------------------------------------- | --------------------------------------- | ------------------------- | ------- | --------- | ------------------------------------------------- |
| 03. Juli 1994 | Aserbaidschan          | Anschlag in Baku                | Lesgische Separatisten                       | autonomistisch-lesgisch                                                                      | Sprengsatz                              | U-Bahnzug                 | 13      | 58        |                                                   |
| 05. Juli 1994 | Honduras               | Anschlag in Ciudad de Comayagua | FPM                                          |                                                                                              | Sprengstoff                             | Bushaltestelle            | 5       | 26        |                                                   |
| 12. Juli 1994 | Pakistan               | Anschlag in Lahore              |                                              |                                                                                              | Sprengstoff                             | Moschee                   | 2       | 26        |                                                   |
| 18. Juli 1994 | Argentinien            | Anschlag in Buenos Aires        | Ibrahim Hussein Berro (vermutlich Hisbollah) | islamisch-nationalistisch, antizionistisch, antiimperialistisch, antiwestlich, antisemitisch | Selbstmordattentäter mit Autobombe      | Jüdisches Gemeindezentrum | 85 (+1) | 300+      |                                                   |
| 19. Juli 1994 | Panama                 | Alas-Chiricanas-Flug 901        |                                              |                                                                                              | Sprengsatz                              | Flugzeug                  | 21      | 0         |                                                   |
| 23. Juli 1994 | Deutschland            | Anschlag in Niedersachsen       | vermutlich PKK                               | autonomistisch, kurdisch-sozialistisch                                                       | Brandstiftung                           | Bar                       | 0       | 3         | Konflikt zwischen der Republik Türkei und der PKK |
| 23. Juli 1994 | Pakistan               | Anschlag in Karatschi           |                                              |                                                                                              | Automatische Schusswaffe(n), Granate(n) | Bus                       | 6       | 25        |                                                   |
| 24. Juli 1994 | Indien                 | Anschlag in Assam               | Bodo-Milizionäre                             |                                                                                              | Automatische Schusswaffen, Macheten     | Flüchtlingslager          | 70      | 100       | Assam-Konflikt                                    |
| 26. Juli 1994 | Vereinigtes Königreich | Anschlag in London              | Hisbollah                                    | panislamisch, antizionistisch, antisemitisch                                                 | Autobombe, Sprengsatz                   | Israelische Botschaft     | 0       | 26        | Israelisch-Palästinensischer Konflikt             |
| 26. Juli 1994 | Kambodscha             | Anschlag in Kampot              | Rote Khmer                                   | kommunistisch, nationalistisch                                                               |                                         | Zug                       | 21      | 0         |                                                   |
| 29. Juli 1994 | Vereinigtes Königreich | Anschlag in Newry               | IRA                                          | autonomistisch, irisch-republikanisch, katholisch                                            | Mörser                                  | Polizeistation            | 0       | 28        | Nordirlandkonflikt                                |

## August
| Datum/Beginn    | Betroffenes Land | Anschlag             | Täter                    | Politische Ausrichtung                 | Mittel        | Ziel                             | Tote | Verletzte | Hintergrund                                       |
| --------------- | ---------------- | -------------------- | ------------------------ | -------------------------------------- | ------------- | -------------------------------- | ---- | --------- | ------------------------------------------------- |
| 06. August 1994 | Indien           | Anschlag in Srinagar | Muslimische Extremisten  |                                        | Landmine      |                                  | 6    | 32        | Aufstand in Kaschmir                              |
| 11. August 1994 | Deutschland      | Anschlag in Singen   | vermutlich PKK           | autonomistisch, kurdisch-sozialistisch | Brandstiftung | Türkische Gebetsräumlichkeiten   | 0    | 1         | Konflikt zwischen der Republik Türkei und der PKK |
| 21. August 1994 | Deutschland      | Anschlag in Gotha    |                          |                                        |               | Aserbaidschanischer Staatsbürger | 0    | 1         |                                                   |
| 25. August 1994 | Irak             | Anschlag in Erbil    |                          |                                        | Autobombe     | PUK-Anführer                     | 10   | 100       | DPK-PUK-Konflikt                                  |
| 25. August 1994 | Indien           | Anschlag nahe Jammu  | Khalistan Zindabad Force | autonomistisch-sikhistisch             | Sprengstoff   | Schulbus                         | 7    | 29        |                                                   |
| 26. August 1994 | Südafrika        | Anschlag in Umlazi   |                          |                                        | Granate       | Lokal in Wanderarbeiter-Herberge | 2    | 38        |                                                   |

## September
| Datum/Beginn       | Betroffenes Land | Anschlag                        | Täter                           | Politische Ausrichtung                                                        | Mittel                                 | Ziel                           | Tote    | Verletzte | Hintergrund                                          |
| ------------------ | ---------------- | ------------------------------- | ------------------------------- | ----------------------------------------------------------------------------- | -------------------------------------- | ------------------------------ | ------- | --------- | ---------------------------------------------------- |
| 03. September 1994 | Burundi          | Anschlag in Muyinga             |                                 |                                                                               |                                        | Kirche                         | 70      |           | Völkermorde in Burundi                               |
| 04. September 1994 | Armenien         | Anschlag in Bagrataschen        | Imran Huseinov, Turkmen Jafarov |                                                                               | 2 Selbstmordattentäter mit Kofferbombe | Markt                          | 12 (+2) | 46        |                                                      |
| 09. September 1994 | Burundi          | Anschlag in Bujumbura           |                                 |                                                                               | Granate(n)                             | Markt                          | 3       | 76        | Völkermorde in Burundi                               |
| 09. September 1994 | Sierra Leone     | Anschlag in Bo                  | Rebellen                        |                                                                               | Panzerfaust                            | Zivilisten                     | 40      | 0         | Bürgerkrieg in Sierra Leone                          |
| 10. September 1994 | Bangladesch      | Anschlag in Dhaka               | Islamisten                      | islamistisch                                                                  |                                        | Polizeibarrikaden              |         | 200       |                                                      |
| 12. September 1994 | Angola           | Anschlag in Cuanza Sul          | UNITA                           | konservativ, angolanisch-nationalistisch, christlich-demokratisch, maoistisch |                                        | Fahrzeugkonvoi                 | 20      | 0         | Bürgerkrieg in Angola                                |
| 17. September 1994 | Pakistan         | Anschlag in Karatschi           | Muttahida-Qaumi-Bewegung        | nationalistisch, liberal                                                      | Schusswaffe(n)                         | Aktivisten                     | 1       | 20        |                                                      |
| 19. September 1994 | Sri Lanka        | Anschlag in Puttalam            | LTTE                            | autonomistisch, tamilisch-sozialistisch                                       | Selbstmordattentäter mit Autobombe     | Marine-Patrouillenboot         | 30      | 0         | Bürgerkrieg in Sri Lanka                             |
| 20. September 1994 | China            | Anschlag in Peking              |                                 |                                                                               | Automatische Schusswaffe(n)            |                                | 14      | 80        |                                                      |
| 22. September 1994 | Deutschland      | Anschlag in Oranienburg         | Neonazis                        | neonazistisch                                                                 | Messer                                 | Ghanaischer Zivilist           | 0       | 1         |                                                      |
| 27. September 1994 | Deutschland      | Anschlag in Mannheim            |                                 |                                                                               |                                        | Stadthalle                     | 0       | 1         |                                                      |
| 28. September 1994 | Deutschland      | Anschlag in Herford             |                                 |                                                                               | Brandstiftung                          | Containerdorf für Asylbewerber | 2       | 0         |                                                      |
| 29. September 1994 | Haiti            | Anschlag in Port-au-Prince      |                                 |                                                                               | Granate                                | Demonstranten                  | 5       | 43        |                                                      |
| 30. September 1994 | Philippinen      | Anschlag in Zamboanga del Norte | NPA                             | marxistisch-leninistisch-maoistisch                                           | Schusswaffen                           |                                | 8       | 40        | Kommunistischer Revolutionskampf auf den Philippinen |

## Oktober
| Datum/Beginn     | Betroffenes Land | Anschlag                             | Täter                 | Politische Ausrichtung                                                                   | Mittel                    | Ziel                          | Tote    | Verletzte | Hintergrund                           |
| ---------------- | ---------------- | ------------------------------------ | --------------------- | ---------------------------------------------------------------------------------------- | ------------------------- | ----------------------------- | ------- | --------- | ------------------------------------- |
| 08. Oktober 1994 | Deutschland      | Anschlag in Berlin                   | Neonazis              | neonazistisch                                                                            |                           | U-Bahn-Passagiere             | 0       | 3         |                                       |
| 09. Oktober 1994 | Deutschland      | Anschlag in Magdeburg                | Neonazis              | neonazistisch                                                                            | Stichwaffe                | Afrikanische Asylbewerber     | 0       | 4         |                                       |
| 12. Oktober 1994 | Bangladesch      | Anschlag in Dhaka                    | United Action Council |                                                                                          | Steine                    | Parteibüro                    | 0       | 50        |                                       |
| 13. Oktober 1994 | Australien       | Anschlag in Gawler                   |                       |                                                                                          | Paketbombe                | Zivilist                      | 1       | 2         |                                       |
| 13. Oktober 1994 | Bangladesch      | Anschlag in Dhaka                    | United Action Council |                                                                                          | Sprengsatz                | Polizeifahrzeuge              | 0       | 25        |                                       |
| 13. Oktober 1994 | Vietnam          | Anschlag in Ho-Chi-Minh-Stadt        |                       |                                                                                          | Granate                   | Chinesische Handelsdelegation | 0       | 21        |                                       |
| 16. Oktober 1994 | Südafrika        | Anschlag in Khayelitsha              |                       |                                                                                          | Automatische Schusswaffen | Taxifahrer                    | 10      | 23        |                                       |
| 19. Oktober 1994 | Israel           | Anschlag in Tel Aviv-Jaffa           | Hamas                 | palästinensisch-nationalistisch, sunnitisch-islamistisch, antizionistisch, antisemitisch | Selbstmordattentäter      | Bus                           | 22 (+1) | 56        | Israelisch-Palästinensischer Konflikt |
| 20. Oktober 1994 | Indien           | Anschlag in Manipur                  | Chin-Extremisten      |                                                                                          |                           | Bus                           | 37      | 0         | Aufstand im Nordosten Indiens         |
| 20. Oktober 1994 | Philippinen      | Anschlag in Carmen                   | MILF                  | autonomistisch, moro-sozialistisch                                                       | Schusswaffen              | Zivilisten                    | 12      | 36        | Moro-Konflikt                         |
| 22. Oktober 1994 | Kambodscha       | Anschlag in Battambang               | Rote Khmer            | kommunistisch, nationalistisch                                                           | Sturmgewehre, Geiselnahme | Zivilisten                    | 50      | 0         |                                       |
| 22. Oktober 1994 | Mali             | Anschlag in Gao                      | Tuareg-Extremisten    |                                                                                          |                           |                               | 15      | 20        |                                       |
| 23. Oktober 1994 | Bangladesch      | Anschlag in Khulna                   |                       |                                                                                          | Schusswaffe(n)            | Studenten                     | 2       | 50        |                                       |
| 24. Oktober 1994 | Österreich       | Anschlag in Klagenfurt am Wörthersee |                       |                                                                                          | Rohrbombe                 | Schule                        | 0       | 3         |                                       |
| 25. Oktober 1994 | Australien       | Anschlag in Perth                    |                       |                                                                                          | Geiselnahme               | Polizeistation                | 1       | 0         |                                       |
| 27. Oktober 1994 | Sierra Leone     | Anschlag in Kambia                   | RUF                   | nationalistisch                                                                          | Panzerfäuste              | Militärkonvoi                 | 32      | 0         | Bürgerkrieg in Sierra Leone           |
| 28. Oktober 1994 | Türkei           | Anschlag in Izmir                    |                       |                                                                                          | Sprengstoff               | Markt                         | 1       | 40        |                                       |
| 29. Oktober 1994 | Kambodscha       | Anschlag in Battambang               |                       |                                                                                          | Schusswaffe(n)            | Boot                          | 40      | 6         |                                       |
| 30. Oktober 1994 | Ruanda           | Anschlag in Cyangugu                 | Hutu-Extremisten      |                                                                                          |                           | Dorf                          | 36      | 0         | Völkermord in Ruanda                  |

## November
| Datum/Beginn      | Betroffenes Land | Anschlag                      | Täter                     | Politische Ausrichtung                          | Mittel                               | Ziel                   | Tote | Verletzte | Hintergrund                                       |
| ----------------- | ---------------- | ----------------------------- | ------------------------- | ----------------------------------------------- | ------------------------------------ | ---------------------- | ---- | --------- | ------------------------------------------------- |
| 03. November 1994 | Pakistan         | Anschlag in Mingora           | Islamisten                | islamistisch                                    | Sturmgewehr(e), Mörser, Rakete(n)    | Stadt, Flughafen       | 25   | 45        |                                                   |
| 06. November 1994 | Deutschland      | Anschlag in Stuttgart         |                           |                                                 | Messer                               | Polizei                | 0    | 1         |                                                   |
| 07. November 1994 | Bangladesch      | Anschlag in Dhaka             |                           |                                                 |                                      |                        | 0    | 30        |                                                   |
| 09. November 1994 | Bangladesch      | Anschlag in Dhaka             |                           |                                                 | Sprengsatz                           | Aktivisten             | 0    | 20        |                                                   |
| 12. März 1994     | Kolumbien        | Anschlag in Antioquia         | FARC-EP                   | marxistisch-leninistisch, links-nationalistisch |                                      | Dorf                   | 21   | 3         | Bewaffneter Konflikt in Kolumbien                 |
| 12. November 1994 | Kambodscha       | Anschlag in Svay Rieng        | Rote Khmer                | kommunistisch, nationalistisch                  | Pistole(n), Granate(n), Panzerfäuste | Tempel                 | 23   | 0         |                                                   |
| 13. November 1994 | Bangladesch      | Anschlag in Sirajganj         | Oppositionelle Aktivisten |                                                 | Sprengsatz, Stein                    | BNP-Mitglieder         | 0    | 35        |                                                   |
| 15. November 1994 | Deutschland      | Anschlag in Hamburg           | PKK                       | autonomistisch, kurdisch-sozialistisch          | Steine                               | Polizei                | 0    | 5         | Konflikt zwischen der Republik Türkei und der PKK |
| 17. November 1994 | Algerien         | Anschlag in El Bayadh         | GIA                       | salafistisch, wahhabitisch                      |                                      | Polizisten             | 55   | 0         | Algerischer Bürgerkrieg                           |
| 18. November 1994 | Burundi          | Anschlag in Kirundo           |                           |                                                 | Brandstiftung                        | Dorf                   | 20   | 0         |                                                   |
| 20. November 1994 | Burundi          | Anschlag in Kayanza           |                           |                                                 | Schusswaffe(n)                       | Dorf                   | 22   | 0         |                                                   |
| 20. November 1994 | Kambodscha       | Anschlag in Preah Vihear      | Rote Khmer                | kommunistisch, nationalistisch                  | Sturmgewehre                         | Holzfällerlager        | 22   | 0         |                                                   |
| 26. November 1994 | Pakistan         | Anschlag in Lahore            |                           |                                                 | Granate(n), Automatische Pistole(n)  | Moschee                | 2    | 20        |                                                   |
| 28. November 1994 | Deutschland      | Anschlag in Bremen            | PKK                       | autonomistisch, kurdisch-sozialistisch          | Brandstiftung                        | Türkischer Sportverein | 0    | 3         | Konflikt zwischen der Republik Türkei und der PKK |
| 28. November 1994 | Indien           | Anschlag in Jammu und Kashmir | Muslimische Separatisten  |                                                 | Sprengsatz                           | Bus                    | 8    | 29        | Aufstand in Kaschmir                              |

## Dezember
| Datum/Beginn      | Betroffenes Land   | Anschlag                     | Täter                 | Politische Ausrichtung                  | Mittel     | Ziel        | Tote   | Verletzte | Hintergrund                |
| ----------------- | ------------------ | ---------------------------- | --------------------- | --------------------------------------- | ---------- | ----------- | ------ | --------- | -------------------------- |
| 02. Dezember 1994 | Burundi            | Anschlag in Bujumbura        |                       |                                         | Granaten   | Wohngebäude | 4      | 30        |                            |
| 11. Dezember 1994 | Philippinen, Japan | Philippine-Airlines-Flug 434 | Islamisten            | islamistisch                            | Sprengsatz | Flugzeug    | 1      | 10        |                            |
| 16. Dezember 1994 | Liberia            | Anschlag in Monrovia         | NPFL                  | autonomistisch, tamilisch-sozialistisch | Messer     | Dorf        | 48     | 0         | Liberianischer Bürgerkrieg |
| 24. Dezember 1994 | Frankreich         | Air-France-Flug 8969         | Groupe Islamique Armé | islamistisch                            | Entführung | Flugzeug    | 3 (+4) | 25        | Algerischer Bürgerkrieg    |
| 24. Dezember 1994 | Sri Lanka          | Anschlag in Batticaloa       | LTTE                  | autonomistisch, tamilisch-sozialistisch | Landmine   | Bus         | 7      | 23        | Bürgerkrieg in Sri Lanka   |
| 31. Dezember 1994 | Türkei             | Anschlag in İzmit            |                       |                                         |            | Bus         | 2      | 22        |                            |